# جيري غراي
جيري غراي (بالإنجليزية: Jerry Gray)‏ هو قائد فرقة ‏ وملحن أمريكي، ولد في 3 يوليو 1915 في بوسطن في الولايات المتحدة، وتوفي في 10 أغسطس 1976 في دالاس في الولايات المتحدة.

## وصلات خارجية
- جيري غراي على موقع ميوزك برينز (الإنجليزية)
- جيري غراي على موقع أول ميوزيك (الإنجليزية)
- جيري غراي على موقع ديسكوغز (الإنجليزية)